# مطار مروحيات

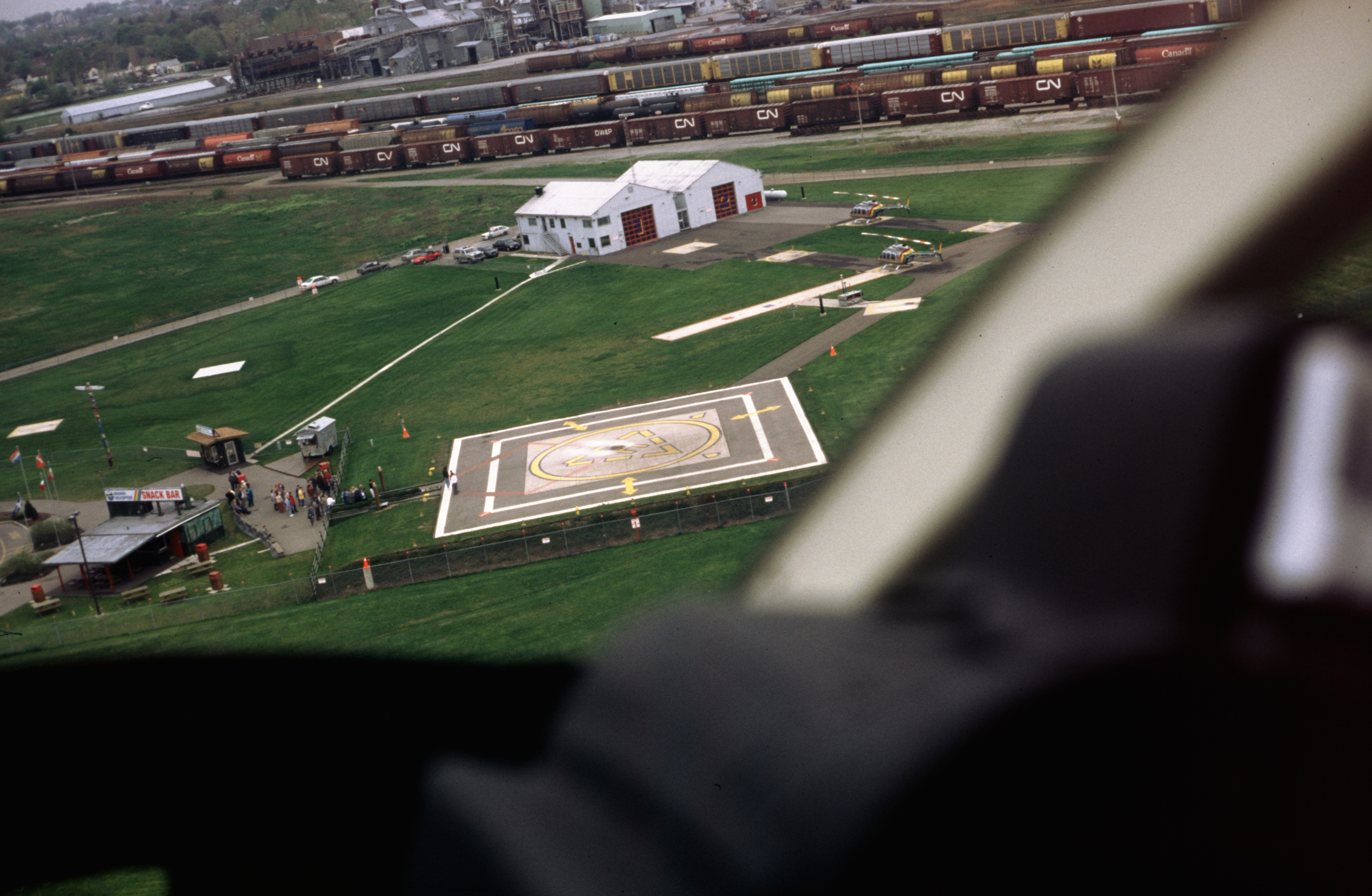
مطار مروحية في شلالات نياجارا، أونتاريو، كندا

مطار مروحيات أو مهبط مروحيات (بالإنجليزية: Heliport)‏ هو مطار صغير مناسب فقط للاستخدام المروحيات. يتكون من عدة مهابط ويمكن أن يحتوي على مرافق محدودة من إعادة ملء الوقود أو الإنارة أو إقماع الرياح. في المدن الكبيرة يمكن أن يحتوي مطار المروحيات علي سلطات جمارك.

## الأغراض
هبوط وإقلاع الطائرات العامودية